# Idiocera (Idiocera) omanensis
Idiocera (Idiocera) omanensis is een tweevleugelige uit de familie steltmuggen (Limoniidae). De soort komt voor in het Palearctisch gebied.